# Момичето в паяжината
„Момичето в паяжината“ (на английски: The Girl in the Spider's Web) e екшън трилър от 2018 г. на режисьора Феде Алварес, адаптация на едноименния роман на Давид Лагеркранс. Филмът е продължение на „Мъжете, които мразеха жените“ (2011). Във филма участват Клеър Фой, Сверир Гуднасон, Лакит Стенфийлд, Силвия Хукс, Стивън Мърчант и Андреа Пежич.
Премиерата на филма е на Филмовия фестивал в Рим на 24 октомври 2018 г., по кината в Швеция е пуснат на 26 октомври 2018 г., а в Съединените щати на 9 ноември 2018 г.